# Challenge Kentish
Le Challenge The Kentish Cup, créé en 1921, est une compétition annuelle de football ouverte aux militaires. Se disputant initialement entre trois nations, elle se joue à quatre de 2006 à 2008.

## Histoire
Le tournoi du Kentish regroupe trois à quatre pays selon les éditions (Belgique, France, Royaume-Uni et Pays-Bas). Il est créé en 1919 par un officier anglais, le Brigadier General RJ Kentish, afin de resserrer les liens entre les armées alliées.
Initialement le tournoi se dispute entre la Belgique, la France et le Royaume-Uni. De 1986 à 2005, la France n'a plus participé à la compétition et ce sont les Pays-Bas qui l'ont remplacée. En 2006, la France fait son retour et le Challenge Kentish se dispute alors entre 4 équipes : la Belgique, la France, les Pays-Bas et le Royaume-Uni. Deux ans plus tard, la Belgique se retire de cette compétition.
Alfred Aston fait partie de l'équipe de France qui remporte le trophée en 1934.
Pendant ses 90 premières années (des éditions n'ont pas eu lieu), le tournoi a la forme d'un championnat avec une rencontre à domicile et une autre à l'extérieur. Depuis 2009 et le passage à 3 équipes avec le retrait de la Belgique, le tournoi se déroule dans une formule championnat à 3 en un seul lieu. L’équipe de France militaire de football masculin s’est déplacée du 21 au 24 juin 2022 à Portsmouth (UK) pour le tournoi du centenaire qu'elle a brillement remporté pour la trente-et-unième fois.

## Palmarès
- 1921 :  Royaume-Uni
- 1922 :  Royaume-Uni
- 1923 :  Belgique,  Royaume-Uni et  France (égalité)
- 1924 :  Belgique
- 1925 :  Belgique
- 1926 :  Belgique
- 1927 :  Royaume-Uni
- 1928 :  Royaume-Uni
- 1929 : pas de classement
- 1930 :  Belgique
- 1931 :  Royaume-Uni
- 1932 :  Belgique
- 1933 :  Belgique
- 1934 :  France
- 1935 :  Royaume-Uni
- 1936 :  France
- 1937 :  France
- 1938 :  France
- 1939 :  Belgique
- 1940 à 1946 : non organisé
- 1947 :  Belgique,  Royaume-Uni et  France (égalité)
- 1948 :  Royaume-Uni
- 1949 :  France
- 1950 :  France
- 1951 :  Belgique
- 1952 :  Royaume-Uni
- 1953 :  Royaume-Uni
- 1954 :  France
- 1955 :  Royaume-Uni
- 1956 :  France
- 1957 :  Belgique
- 1958 :  France
- 1959 :  France[2]
- 1960 :  France
- 1961 :  France
- 1962 :  Royaume-Uni
- 1963 :  France
- 1964 :  Royaume-Uni
- 1965 :  France
- 1966 :  France
- 1967 :  Belgique
- 1968 :  Belgique
- 1969 :  Royaume-Uni
- 1970 :  Royaume-Uni
- 1971 :  France
- 1972 :  France
- 1973 :  Belgique
- 1974 :  Belgique
- 1975 :  Belgique
- 1976 :  Belgique
- 1977 :  Belgique
- 1978 :  Belgique
- 1979 :  Belgique
- 1980 :  Belgique
- 1981 :  France
- 1982 :  France
- 1983 :  France
- 1984 :  Royaume-Uni
- 1985 :  France
- 1986 :  Belgique
- 1987 :  Belgique
- 1988 :  Pays-Bas
- 1989 :  Royaume-Uni
- 1990 :  Belgique
- 1991 :  Belgique
- 1992 :  Belgique
- 1993 :  Belgique
- 1994 :  Pays-Bas
- 1995 :  Pays-Bas
- 1996 :  Royaume-Uni
- 1997 :  Pays-Bas
- 1998 :  Royaume-Uni
- 1999 :  Belgique
- 2000 :  Pays-Bas
- 2001 :  Pays-Bas
- 2002 :  Pays-Bas
- 2003 :  Royaume-Uni
- 2004 :  Royaume-Uni
- 2005 :  Pays-Bas
- 2006 :  France
- 2007 :  France
- 2008 :  France
- 2009 :  France
- 2010 :  Royaume-Uni
- 2011 :  France
- 2012 :  France
- 2013 :  France
- 2014 :  Royaume-Uni[3]
- 2015 : non organisé
- 2016 :  Royaume-Uni
- 2017 :  Royaume-Uni
- 2018 : non organisé[4]
- 2019 :  Royaume-Uni[5]
- 2020 : non organisé (Covid-19) [6]
- 2021 : non organisé (Covid-19)
- 2022 :  France[7],[8],[9]
- 2023 :  Royaume-Uni
- 2024 :  Royaume-Uni

## Statistiques
- 31 victoires :  France
- 29 victoires :  Royaume-Uni
- 28 victoires :  Belgique
- 9 victoires :  Pays-Bas